# Central Café
Central Café è un caffè storico di Budapest, in via Károlyi 9.
Il Central Café fu aperto nel 1887, a casa di Lajos Erényi Ullmann. Il caffè era considerato uno dei più moderni del tempo con un'illuminazione elettrica, sistemi di ventilazione e riscaldamento all'avanguardia. I progetti architettonici erano stati realizzati da Zsigmond Quittner e Robert Scholtz aveva decorato il soffitto e le pareti.
Durante la seconda guerra mondiale, sebbene di proprietà ebraica, il Central Café rimase operativo grazie alla nomina di un manager cristiano.

## Importanza culturale
Fin dalla sua apertura, a causa della sua adiacenza alla biblioteca dell'Università di Budapest, è stato luogo di incontro dell'università e dell'élite culturale del tempo. Era comune vedere annunci pubblicitari che annunciavano incontri e discussioni che avrebbero avuto luogo al Central Café, così come di manifestazioni politiche.
Molte organizzazioni civili e politiche si formarono nel caffè tra cui, alla fine del 1918, il partito socialdemocratico ungherese.
Il caffè era all'avanguardia anche come luogo di divertimento e relax ed era stato tra i primi ad introdurre una jazz band locale nel repertorio musicale.
Frigyes Karinthy, il noto scrittore ungherese vi ha scritto la sua teoria dei sei gradi di separazione e il giornalista e scrittore Gyula Krúdy vi ha scritto le sue storie basate su Sinbad.

## Nella cultura popolare
- Nel film del 2017 Atomica Bionda, nel caffè si svolge la scena di seduzione tra Charlize Theron e Sofia Bouttela.[15][16]